# Antonietta Stella
Antonietta Stella, nata Maria Antonietta Stella (Perugia, 15 marzo 1929 – Roma, 23 febbraio 2022), è stata un soprano italiano.

## Biografia
Compie gli studi con il maestro Aldo Zeetti a Perugia. Nel 1950, a soli 20 anni, vince il concorso del Teatro lirico sperimentale "Adriano Belli" di Spoleto, dove debutta con Il trovatore. Nel 1951 è già al Teatro dell'Opera di Roma, a fianco di Mario Del Monaco, ne La forza del destino, che la lancia definitivamente nello "star system".
È il maestro Tullio Serafin, suo grande estimatore, che la esorta, soprattutto nei primi anni di carriera, ad affrontare le grandi eroine verdiane. Dopo un felice Aroldo nella stagione 1952-53 al Maggio Musicale Fiorentino, si propone in Aida, Luisa Miller, I vespri siciliani, Un ballo in maschera, La traviata, Don Carlo, Otello.
Del 1954 è l'esordio alla Scala come Desdemona e del 1955 gli importanti debutti alla Royal Opera House di Londra, alla Staatsoper di Vienna e negli Stati Uniti alla Lyric Opera di Chicago. Nel 1956 debutta con Aida al Metropolitan di New York (accanto a Carlo Bergonzi, pure debuttante al Met), dove apparirà regolarmente fino al 1960. Continuano inoltre le apparizioni alla Scala, in particolare in alcune serate inaugurali: Aida nel 1956, La battaglia di Legnano nel 1961, Il trovatore nel 1962.
Artista dotata di notevole eclettismo, sonda ben presto altri autori fra i più diversi, interpretando Elsa in Lohengrin, Elisabetta in Tannhäuser, Donna Anna in Don Giovanni, Linda di Chamounix, Norma, La fiamma. Spazia inoltre nel campo dell'opera verista con Cavalleria rusticana, Andrea Chénier, Fedora, ma soprattutto nell'universo pucciniano con Manon Lescaut, Tosca, La bohème, La fanciulla del West, Suor Angelica, Madama Butterfly. Proprio nel ruolo di Cio-Cio-San si esibisce nel marzo del 1958 al teatro Metropolitan, con la direzione di Dimitri Mitropoulos e una regia molto accurata proveniente dal teatro giapponese Kabuki, riscuotendo un successo fa il giro del mondo ed è testimionato da una registrazione live. Sul finire degli anni 1960 si nota una lieve flessione nella carriera dovuta a un'intensissima attività, ma fino al 1974, anno del ritiro, la parabola artistica continua ancora senza tregua.
Antonietta Stella è stata interprete di primo piano della seconda metà del Novecento nel repertorio dell'opera italiana, caratterizzandosi come soprano lirico-spinto, dotato di notevole agilità ed estensione, e immediatamente riconoscibile per il particolare e suggestivo timbro.

## Repertorio

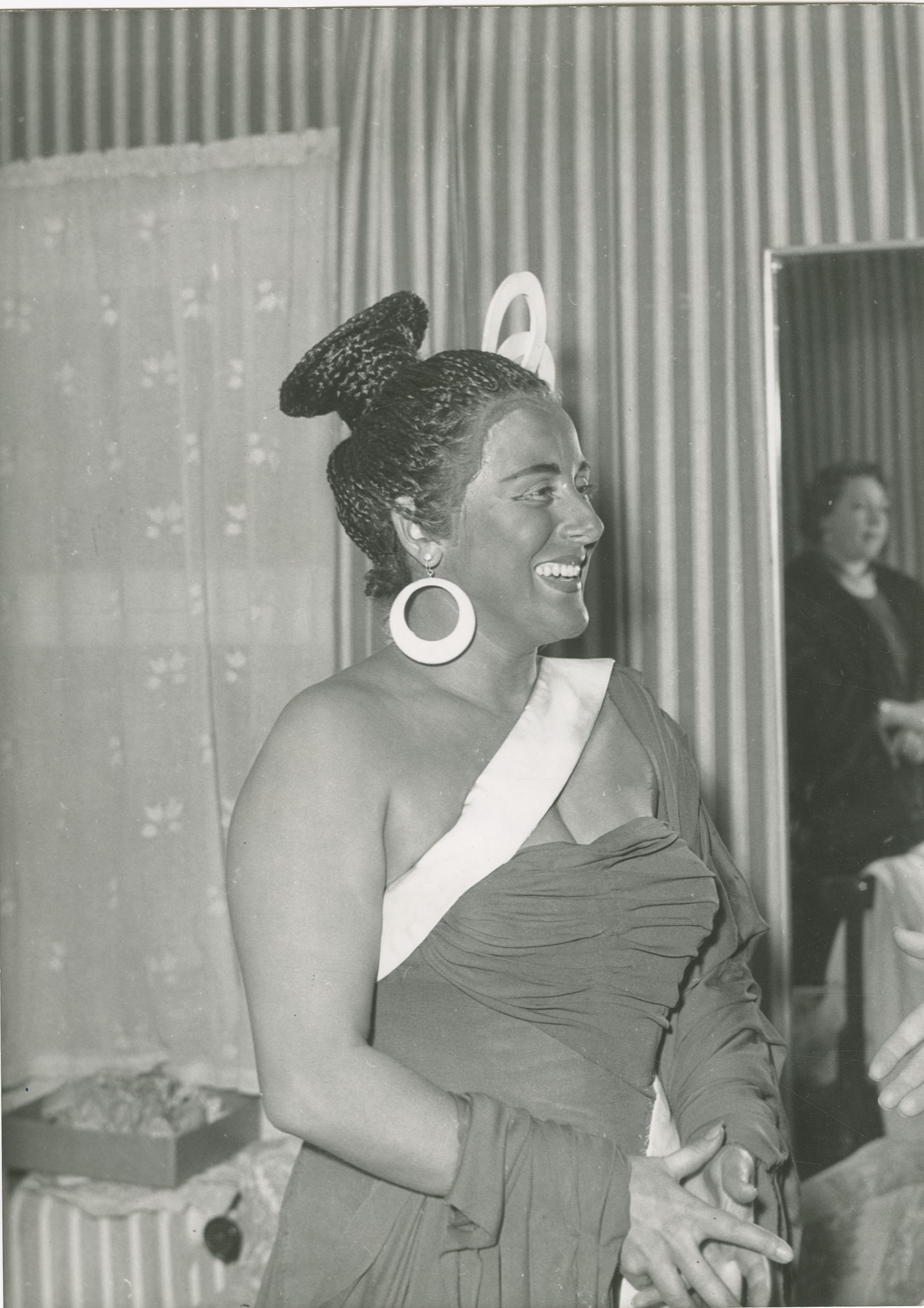
Antonietta Stella prima di Aida al Teatro San Carlo di Napoli nel 1955 (Archivio storico del Touring Club Italiano).

| Repertorio operistico | Repertorio operistico   | Repertorio operistico |
| --------------------- | ----------------------- | --------------------- |
| Ruolo                 | Titolo                  | Autore                |
| Norma                 | Norma                   | Bellini               |
| Margherita            | Mefistofele             | Boito                 |
| Wally                 | La Wally                | Catalani              |
| Adriana Lecouvreur    | Adriana Lecouvreur      | Cilea                 |
| Linda                 | Linda di Chamounix      | Donizetti             |
| Maddalena di Coigny   | Andrea Chénier          | Giordano              |
| Fedora                | Fedora                  | Giordano              |
| Creusa                | Enea                    | Guerrini              |
| Arianna               | Arianna                 | Marcello              |
| Santuzza              | Cavalleria rusticana    | Mascagni              |
| Inés                  | L'Africana              | Meyerbeer             |
| Donna Anna            | Don Giovanni            | Mozart                |
| Manon Lescaut         | Manon Lescaut           | Puccini               |
| Mimì                  | La bohème               | Puccini               |
| Floria Tosca          | Tosca                   | Puccini               |
| Cio-Cio-San           | Madama Butterfly        | Puccini               |
| Minnie                | La fanciulla del West   | Puccini               |
| Suor Angelica         | Suor Angelica           | Puccini               |
| Silvana               | La fiamma               | Respighi              |
| Matilde d'Asburgo     | Guglielmo Tell          | Rossini               |
| Irmengarda            | Agnese di Hohenstaufen  | Spontini              |
| Elvira                | Ernani                  | Verdi                 |
| Odabella              | Attila                  | Verdi                 |
| Lida                  | La battaglia di Legnano | Verdi                 |
| Luisa                 | Luisa Miller            | Verdi                 |
| Donna Leonora         | Il trovatore            | Verdi                 |
| Violetta Valéry       | La traviata             | Verdi                 |
| Duchessa Elena        | I vespri siciliani      | Verdi                 |
| Amelia Grimaldi       | Simon Boccanegra        | Verdi                 |
| Mina                  | Aroldo                  | Verdi                 |
| Amelia                | Un ballo in maschera    | Verdi                 |
| Leonora di Vargas     | La forza del destino    | Verdi                 |
| Elisabetta di Valois  | Don Carlo               | Verdi                 |
| Aida                  | Aida                    | Verdi                 |
| Desdemona             | Otello                  | Verdi                 |
| Mrs Alice Ford        | Falstaff                | Verdi                 |
| Elisabeth             | Tannhäuser              | Wagner                |
| Elsa di Brabante      | Lohengrin               | Wagner                |

## Discografia

Antonietta Stella mentre effettua i "vocalizzi" durante la registrazione in studio di Andrea Cheniér

### Incisioni in studio
- Simon Boccanegra, con Paolo Silveri, Mario Petri, Carlo Bergonzi, Walter Monachesi, dir. Francesco Molinari Pradelli Cetra 1951
- Don Carlo, con Mario Filippeschi, Boris Christoff, Tito Gobbi, Elena Nicolai, Giulio Neri, dir. Gabriele Santini HMV 1954
- Andrea Chenier (DVD), con Mario Del Monaco, Giuseppe Taddei, dir. Angelo Questa BCS (da video RAI 1955)
- Andrea Chenier, con Mario Del Monaco, Giuseppe Taddei, dir. Angelo Questa ed. Myto/GOP (reg. audio del precedente)
- La traviata, con Giuseppe Di Stefano, Tito Gobbi, dir. Tullio Serafin Columbia/EMI 1955
- Linda di Chamounix, con Renato Capecchi, Cesare Valletti, Fedora Barbieri, Giuseppe Taddei, dir. Tullio Serafin Philips 1956
- La bohème, con Gianni Poggi, Renato Capecchi, Bruna Rizzoli, Giuseppe Modesti, dir. Francesco Molinari Pradelli Philips 1957
- Tosca, con Gianni Poggi, Giuseppe Taddei, dir. Tulio Serafin, Philips 1957
- Un ballo in maschera, con Gianni Poggi, Ettore Bastianini, Adriana Lazzarini, dir. Gianandrea Gavazzeni, DG 1960
- Don Carlo, con Flaviano Labò, Boris Christoff, Ettore Bastianini, Fiorenza Cossotto, Ivo Vinco, dir. Gabriele Santini, DG 1961
- Il trovatore, con Carlo Bergonzi, Ettore Bastianini, Fiorenza Cossotto, Ivo Vinco, dir. Tullio Serafin DG 1962
- Andrea Chenier, con Franco Corelli, Mario Sereni, dir. Gabriele Santini EMI 1963
- Il trovatore (film-TV), con Carlo Bergonzi, Piero Cappuccilli, Adriana Lazzarini, dir. Arturo Basile RAI 1966

### Registrazioni dal vivo
- La forza del destino, Amsterdam 1951, con Josè Soler, Rolando Panerai, Enzo Feliciati, dir. Argeo Quadri ed. Mitridate Ponto
- Aroldo, Firenze 1953, con Gino Penno, Aldo Protti, dir. Tullio Serafin ed. Melodram/Walhall
- Don Carlo, RAI-Torino 1954, con Mirto Picchi, Cesare Siepi, Enzo Mascherini, Oralia Domínguez, dir. Mario Rossi ed. Cantus Classics
- Messa di requiem, Vienna 1954, con Nicolai Gedda, Giuseppe Modesti, Oralia Domínguez, dir. Herbert von Karajan ed. Orfeo
- Aida, Napoli 1955, con Franco Corelli, Fedora Barbieri, Anselmo Colzani, Mario Petri, dir. Vittorio Gui ed. Bongiovanni/IDIS
- Aida, La Scala 1956, con Giuseppe Di Stefano, Giulietta Simionato, Giangiacomo Guelfi, Nicola Zaccaria, dir. Antonino Votto ed. Paragon/Legato/GOP
- Norma, Rio de Janeiro 1956, con Mario Del Monaco, Elena Nicolai, Plinio Clabassi, dir. Franco Ghione - ed. Première Opera
- Un ballo in maschera, La Scala 1956, con Giuseppe Di Stefano, Ettore Bastianini, Ebe Stignani, dir. Gianandrea Gavazzeni ed. HRE/Myto
- Un ballo in maschera, Napoli 1956, con Ferruccio Tagliavini, Giuseppe Taddei, Ebe Stignani, dir. Francesco Molinari Pradelli ed. Opera Lovers
- Il trovatore, Napoli 1957, con Mario Filippeschi, Aldo Protti, Fedora Barbieri, Plinio Clabassi, dir. Franco Capuana ed. Bongiovanni
- I vespri siciliani, Palermo 1957, con Mario Filippeschi, Giuseppe Taddei, Bernard Landysz, dir. Tullio Serafin ed. Bongiovanni
- Aida, Met 1957, con Kurt Baum, Blanche Thebom, George London, Giorgio Tozzi, dir. Fausto Cleva ed. Myto
- Tosca, Met 1958, con Richard Tucker, Leonard Warren, dir. Dimitri Mitropoulos ed. Walhall
- Madama Butterfly, Met 1958, con Eugenio Fernandi, Clifford Harvout, dir. Dimitri Mitropoulos ed. Lyric Distribution
- Madama Butterfly, Buenos Aires 1958, con Flaviano Labò, Giuseppe Taddei, Tota de Igarzabal, dir. Franco Ghione ed. Lyric Distribution
- Otello, Buenos Aires 1958, con Ramón Vinay, Giuseppe Taddei, dir. Thomas Beecham ed. GOP/Legato/Golden Melodram
- Andrea Chenier, Napoli 1958, con Franco Corelli, Ettore Bastianini, dir. Franco Capuana ed. Cin Cin/Lyric Distribution
- Un ballo in Maschera, Met 1959, con Jan Peerce, Robert Merrill, Jean Madeira, dir. Thomas Schippers ed. Opera Lovers
- Il trovatore, Met 1960, con Carlo Bergonzi, Ettore Bastianini, Giulietta Simionato, dir. Fausto Cleva ed. Myto
- La forza del destino, Vienna 1960, con Giuseppe Di Stefano, Ettore Bastianini, Walter Kreppel, Giulietta Simionato, dir. Dimitri Mitropoulos ed. Melodram/Myto
- La battaglia di Legnano, La Scala 1961, con Franco Corelli, Ettore Bastianini, Agostino Ferrin, dir. Gianandrea Gavazzeni ed. Melodram/Myto
- Il trovatore, La Scala 1962, con Franco Corelli, Ettore Bastianini, Fiorenza Cossotto, Ivo Vinco, dir. Gianandrea Gavazzeni ed. Melodram/Myto
- Luisa Miller, Palermo 1963, con Giuseppe Di Stefano, Cornell MacNeil, Raffaele Arié, dir. Nino Sanzogno ed. Movimento Musica
- L'Africana (in ital.), Napoli 1963, con Nicola Nikoloff, Aldo Protti, Plinio Clabassi, dir. Franco Capuana ed. Melodram
- La fanciulla del west (DVD), Tokyo 1963, con Gastone Limarilli, Anselmo Colzani, dir. Oliviero De Fabritiis ed. VAI/Encore
- Manon Lescaut, Vienna 1964, con Gastone Limarilli, Kostas Paskallis, dir. Mario Rossi - ed. Première Opera
- Tosca, RAI-Roma 1965, con Renato Cioni, Louis Quilico, dir. Arturo Basile ed. FIORI (MP3)
- Simon Boccanegra, Monaco 1966, con Giuseppe Taddei, Giorgio Tozzi, Gianfranco Cecchele, dir. Giuseppe Patanè ed. GDS
- La fanciulla del west, Venezia 1966, con Pier Miranda Ferraro, Giangiacomo Guelfi, dir. Oliviero De Fabritiis ed. Mondo Musica
- Un ballo in maschera (DVD), Tokyo 1967, con Carlo Bergonzi, Mario Zanasi, Lucia Danieli, dir. Oliviero De Fabritiis ed. VAI/Encore
- Attila, Roma-RAI 1970, con Ruggero Raimondi, Giangiacomo Guelfi, Gianfranco Cecchele, dir. Riccardo Muti ed. Memories/Opera D'Oro
- Agnese di Hohenstaufen, Roma-RAI 1970, con Montserrat Caballé, Bruno Prevedi, Sesto Bruscantini, Walter Alberti, dir. Riccardo Muti ed. Foyer/Myto/Opera D'Oro